# Bukovina (okres Liptovský Mikuláš)
Bukovina je obec na Slovensku v okrese Liptovský Mikuláš. V roce 2016 zde žilo 100 obyvatel. První písemná zmínka o obci pochází z roku 1297.

## Poloha a charakteristika
Obec se nachází přibližně 15 km od okresního města Liptovský Mikuláš, v Liptovské kotlině pod Chočskými vrchy v údolí potoka Sestrč v nadmořské výšce 591 m n. m. Převážně odlesněný pahorkatý povrch katastru tvoří třetihorní pískovce a jílovce.
Součástí Bukoviny jsou osady Janošovce a Dusany, které se v důsledku rozrůstání spojily s kmenovou obcí.